# Chuck Jones
Charles Martin 'Chuck' Jones (født 21. september 1912 i Spokane, død 22. februar 2002 i Corona del Mar) var en amerikansk instruktør for Warner Brothers fra 1950'erne frem til 1970'erne. Han lavede hovedsageligt tegnefilm om Grim E. Ulv og Hjulben.